# Romolo Meli
Romolo Meli (Roma, 23 aprile 1852 – Roma, 1º gennaio 1921) è stato un ingegnere, geologo, paleontologo, malacologo, filologo e bibliografo italiano.

## Biografia
Diplomatosi in ingegneria civile e architettura nel 1874 all'Università La Sapienza, è stato assistente di Giuseppe Ponzi nel Gabinetto di geologia del predetto ateneo, che avrebbe diretto, dal 1885 al 1888, unitamente al Museo geologico universitario. Nel frattempo, conseguita la libera docenza, ha insegnato geologia e mineralogia prima in un istituto tecnico romano, poi, come professore straordinario, nella Scuola d'applicazione degli ingegneri di Roma, presso la quale sarebbe stato ordinario dal 1912.
La sua ampia produzione scientifica, che annovera oltre 150 pubblicazioni, regista un'impostazione multisciplinare, che spazia dalla geologia alla paleontologia, dalla malacologia alla mineralogia, dalla storia all'archeologia, dalla filologia alla bibliografia. In particolare, però, le principali pubblicazioni di Meli si sono rivolte a indagini stratigrafiche e paleontologiche del pliocene e del quaternario nel Lazio. In tal senso ha descritto, fra gli altri, i fossili di Gyps, di ungulati e di elephas. Nel 1882, con le sue rilevazioni stratigrafiche, ha fatto conoscere per primo l'importanza dell'insediamento pleistocenico di Sedia del Diavolo.
È stato autore anche di studi mineralogici e petrografici, occupandosi ad esempio, fra il 1890 e 1891, del granito e della letteratura scientifica dell'Isola del Giglio. Ha pubblicato su minerali e cristalli delle aree di Iglesias e di Viterbo, città alla quale ha dedicato anche una bibliografia nel 1894. Ha scritto anche dei fenomeni vulcanici dei Colli Albani, così come note e memorie, più squisitamente storico-bibliografiche, su di un'arenaria con monete nell'alveo del Tevere, su di un'iscrizione a carattere ostetrico e su dei codici conservati, rispettivamente, a Narni e a Subiaco.
In chiave malacologica, particolari contributi scritti ha dato ai ritrovamenti fossili a Monte Mario, alle chamacee e alle rudiste del Monte Affilano e alle conchiglie di Monte San Giovanni Campano. Sul litorale laziale tra Anzio, Nettuno e Civitavecchia, ha ritrovato anche valve di Eastonia rugosa, in parte conservate presso il Museo civico di zoologia di Roma. Gli sono state dedicate diverse specie di molluschi.
Socio della Società Geografica Italiana, Meli è stato tra i fondatori sia della Società romana per gli studi zoologici, sia della Società Geologica Italiana, che ha presieduto nel 1904.